# ملکاوان
ملکاوان مجموعه تلویزیونی به کارگردانی احمد معظمی و نویسندگی سمیه تاجیک، مریم بهاری و پویان طایفه است. این مجموعه تلویزیونی برای اولین بار در سال ۱۳۹۸ از شبکه آی‌فیلم پخش شد، این دومین سریال تولیدی آی‌فیلم پس از یادآوری می‌باشد. تیتراژ پایانی سریال با صدای محمد معتمدی می‌‌باشد.

## خلاصه داستان
داستان زنی است که همسرش به طور مرموزی در خارج از کشور خودکشی می‌کند. در پی یافتن راز خودکشی او نهادهای امنیتی داخلی و خارجی وارد داستان می‌شوند و ماجراهایی را در این سریال رقم می زند.

## بازیگران و شخصیت‌ها
| نام بازیگر       | نام نقش              | توضیح                                     |
| ---------------- | -------------------- | ----------------------------------------- |
| نازنین فراهانی   | مهسا ساعدنیا، آذر    | همسر مهرداد، مادر پونه و سپهر، خواهر شیدا |
| امین زندگانی     | مهرداد سلیمی         | همسر مهسا، پدر پونه و سپهر                |
| داریوش فرهنگ     | ابراهیمی             | سرهنگ                                     |
| رضا مولایی       | وحید                 | دوست مهرداد، همسر آرزو                    |
| پرویز فلاحی پور  | محمود سلیمی          | همسر پریدخت، پدر مهرداد و بهاره           |
| فریبا متخصص      | پریدخت ماندگار       | همسر محمود سلیمی، مادر مهرداد و بهاره     |
| کمند امیرسلیمانی | آرزو                 | همسر وحید                                 |
| پانته آ سیروس    | شیدا ساعدنیا         | خواهر مهسا                                |
| سعید امیرسلیمانی | فرامرز               | پدر سُلماز                                 |
| غزال نظر         | باران                | دختر علی و مریم صاحب رستوران، همسر حمید   |
| علی سلیمانی      | مسعود                | دوست مهرداد                               |
| افسانه ناصری     | مریم                 | صاحب باغ رستوران                          |
| حسن اسدی         | علی                  | صاحب باغ رستوران                          |
| معصومه اقاجانی   | صحرا                 | خواهر مهسا و سینا                         |
| صفا اقاجانی      | عادله                | خدمتکار خانه سلیمی                        |
| حمید شریف زاده   | سعید                 | برادر آزاده                               |
| فرهاد فاتحی      | قاضی                 |                                           |
| میثاق زارع       | حمید                 | پلیس، همسر باران                          |
| بهزاد داوری      | سهیل                 | شوهر شیدا                                 |
| آسو پاشاپور      | پونه                 | دختر مهسا و مهرداد                        |
| آریا جوکار       | سپهر                 | پسر مهسا و مهرداد                         |
| الهام شعبانی     | سولماز               |                                           |
| نازنین احمدی     | مرضیه                |                                           |
| فرید قبادی       | صابر                 |                                           |
| سمیه تاجیک       | آسیه جواهر معدنی پور | خدمتکار ملکاوان زن دوم پدر واقعی مهسا     |
| نرگس امینی       | سوری                 | خدمتکار پری برادرزاده عادله               |
| هادی نوری        | منصور                | شوهر الی                                  |
| بهناز نادری      | الی                  |                                           |
| آرین اویسی       | جعفر                 | برادر مرضیه                               |